# Makenson Gletty
Makenson Gletty (Mirebalais, 2 aprile 1999) è un multiplista francese.

## Palmarès
| Anno | Manifestazione  | Sede   | Evento    | Risultato | Prestazione | Note                          |
| ---- | --------------- | ------ | --------- | --------- | ----------- | ----------------------------- |
| 2024 | Europei         | Roma   | Decathlon | Bronzo    | 8 606 p.    | Miglior prestazione personale |
| 2024 | Giochi olimpici | Parigi | Decathlon | 12º       | 8 309 p.    |                               |